# 月山镇 (怀宁县)
月山镇，是中华人民共和国安徽省安庆市怀宁县下辖的一个乡镇级行政单位。

## 行政区划
月山镇下辖以下地区：
月石社区、月山社区、月形社区、广村、黄岭村、奇隆村、小园村、学田村、大桥村、复兴村和向荣村。